# Рокленд (округ)
Округ Рокленд (англ. Rockland County) — округ штата Нью-Йорк, США. Население округа на 2000 год составляло 286 761 человек. Административный центр округа — деревня Нью-Сити.

## История
Округ Рокленд образован в 1798 году путём отделения от округа Ориндж.

## География
Округ занимает площадь 515,4 км2.

## Демография
Согласно переписи населения 2000 года, в округе Рокленд проживало 286 761 человек. По оценке Бюро переписи населения США, к 2009 году население увеличилось на 4,7 %, до 300 173 человек. Плотность населения составляла 582,4 человек на квадратный километр.

## Известные уроженцы и жители
- Руперт Холмс, британский и американский композитор, певец и автор песен, музыкант и автор пьес, романов и повестей.
- Липа Шмельцер, американский хасидский певец и шоумен.